# Norske Folkeeventyr

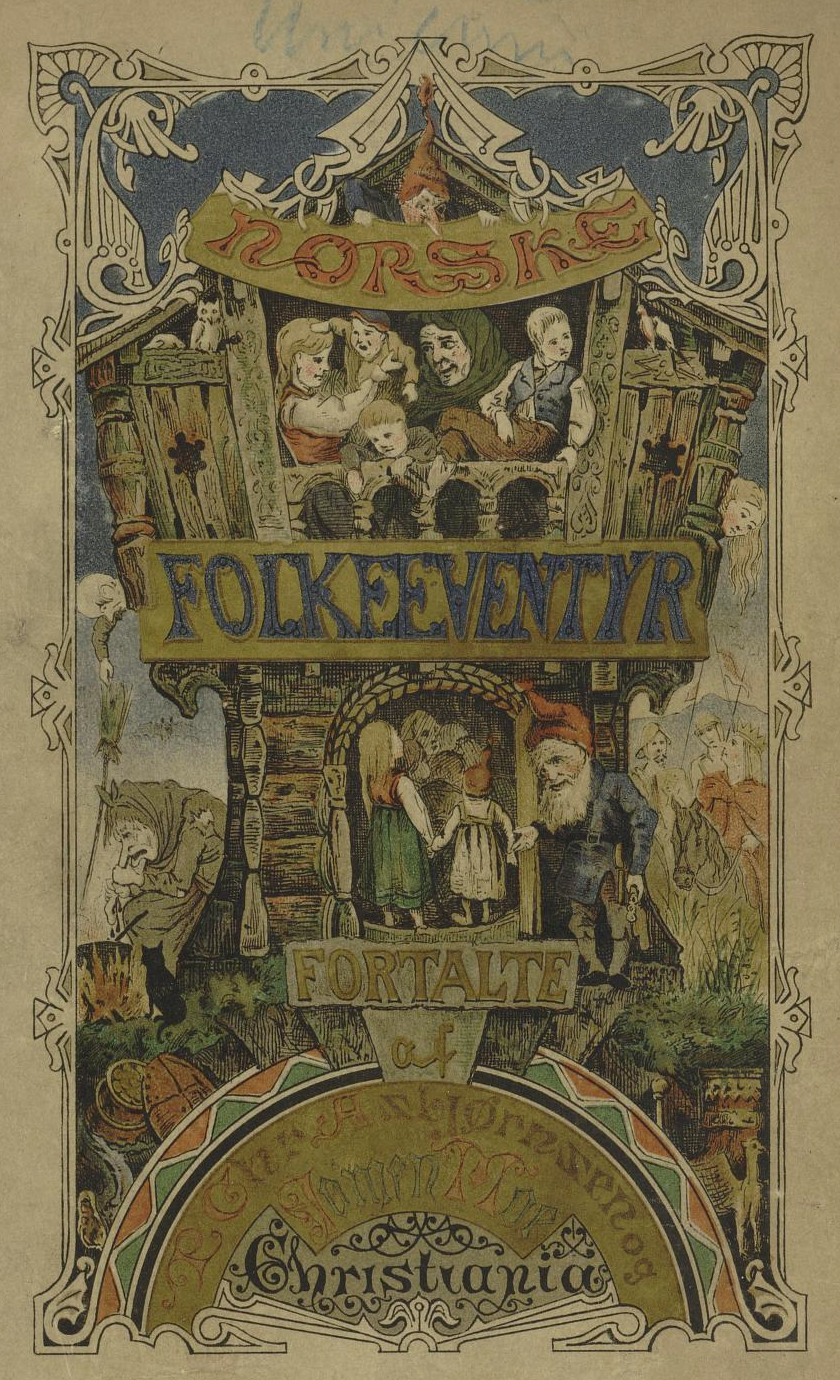
Asbjørnsen og Moe o Norske Folkeeventyr, 5ena. edició, 1874.

Norske Folkeeventyr és una col·lecció de contes populars i llegendes de Peter Christen Asbjørnsen i Jørgen Moe, escrits com a narracions en prosa que es divideixen en diferents categories i gèneres, però seguint certs patrons èpics no relacionats amb el temps «una vegada hi havia», ni lloc «més de set horitzons». També són coneguts com a Asbjørnsen og Moe i el primer recull va ser publicat el 1841.

## Asbjørnsen og Moe
Peter Christen Asbjørnsen i Jørgen Moe van ser els pioners en col·leccionar i editar el conte popular de Noruega, sobre la base d'una tradició narrativa oral que va tenir un impacte en el desenvolupament del llenguatge noruec. Es van conèixer en 1826 a l'escola Norderhov i es van convertir en molt bons amics. En 1837 es van llançar a l'aventura de compilar-los; van viatjar amb beques acadèmiques per les muntanyes sud de Noruega i els fiords, i van recollir i registrar amb llapis i blocs de notes, les llegendes i contes populars mitològics pagans.
Els primers reculls de contes populars noruecs van ser publicats en el període 1841-1844, més tard va ser traduïts a diversos idiomes i després els autors es van separar. Jørgen Moe es va convertir en sacerdot però Asbjørnsen va continuar la recopilació. Tots dos estaven convençuts d'oferir els relats en un llenguatge que tothom pogués entendre i així van fer una mena de barreja entre dialectes noruecs i danès; l'ortografia noruega en aquell moment era molt a prop de la llengua danesa, idioma poc adequat per a un recull de la tradició i que tenia les seves fonts en els dialectes locals. Asbjørnsen i Moe van resoldre el problema utilitzant el principi dels germans Grimm, un estil de llenguatge senzill en el dialecte del lloc, mentre conservaven alhora el conte en la seva forma dialèctica original.
La popularitat de l'obra es deu també, en part, a la independència parcial que acabava de guanyar Noruega i l'onada de nacionalisme que va experimentar el país al segle xix. El llenguatge que van fer servir mantenia un equilibri: es tractava d'una llengua nacional diferent de la danesa, el nynorsk, però més digne i refinada que el dialecte rural rústic en forma pura.
El seu treball va ser considerat a Europa com una contribució de gran importància a la mitologia comparada, una branca d'investigació que pertany a la frontera entre l'etnologia, la psicologia i l'antropologia.

## Il·lustradors

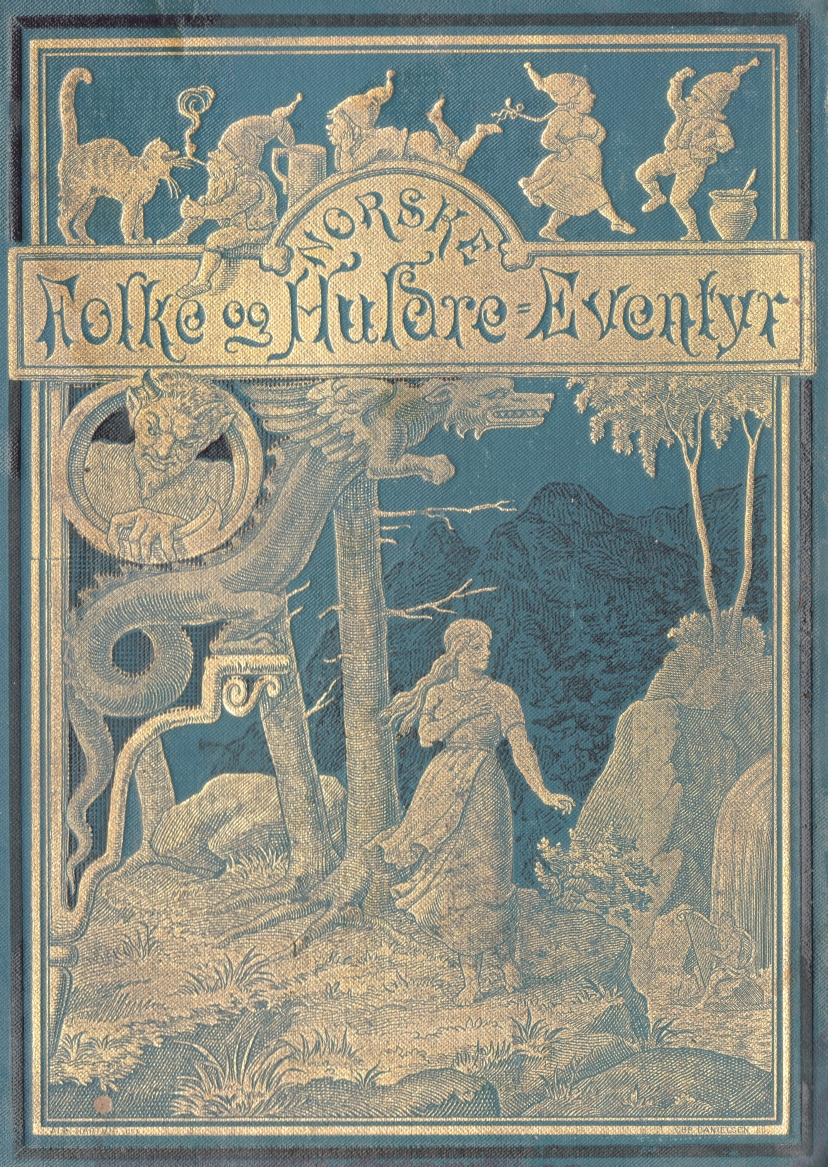
Asbjørnsen og Moes Norske Folke- og Huldre-Eventyr., 1896

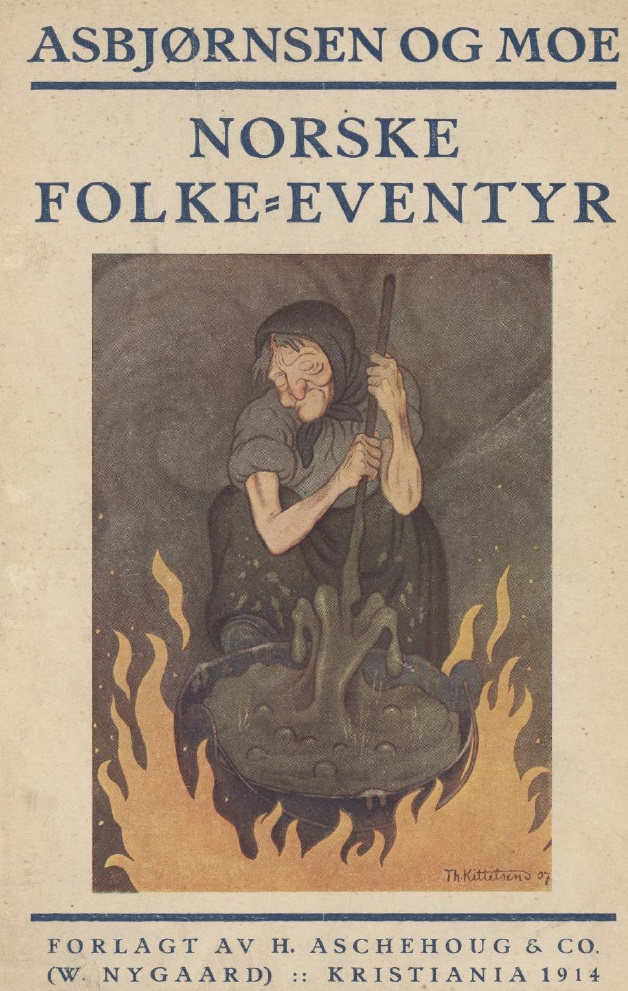
Coberta de l'edició de 1914 per Theodor Kittelsen

La primera edició totalment il·lustrada va ser la de 1879 amb Asbjørnsen Norske folke- og huldre-eventyr, on van participar diversos artistes, Peter Nicolai Arbo (1831−1892), Hans Gude (1825−1903), Vincent Stoltenberg Lerche, Eilif Peterssen (1852−1928), August Schneider (1842−1873), Otto Sinding (1842−1909), Adolph Tidemand (1814−1876) i Erik Werenskiold (1855−1938).
A edicions més tardanes Werenskiold i Theodor Kittelsen van destacar amb les seves il·lustracions.

## Llista delsNorske Folkeeventyr
Llista dels contes i llegendes Norske Folkeeventyr populars noruecs:
A la versió que va sortir el 1879.

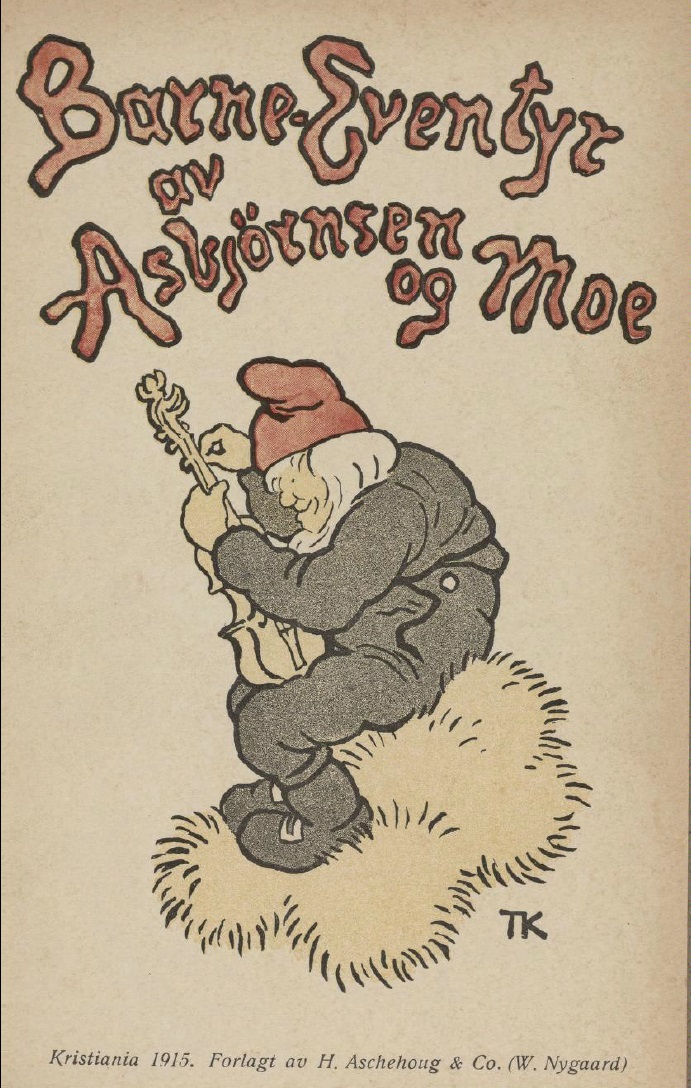
Barne-eventyr, 1915

| - Askeladden og de gode hjelperne Peter Christen Asbjørnsen - Askeladden som fikk prinsessen til å løgste seg Peter Christen Asbjørnsen - Askeladden som kappåt med trollet Jørgen Moe - Askeladden som stjal sølvendene til trollet Jørgen Moe - Bamse Brakar Peter Christen Asbjørnsen - Bjørnen og reven: Jørgen Moe - 1: Hvorfor bjørnen er stubbrumpet; - 2: Reven snyter bjørnen for julekosten - Bjørnen og reven: Peter Christen Asbjørnsen - '1: Slipp granrot og ta i revefot - 2: De vedder om flesk og humlebol - 3: De skulle ha åker i sameie - 4: Mikkel vil smake hestekjøtt - Bonde Værskjegg Peter Christen Asbjørnsen - Buskebrura Jørgen Moe - De syv folene Jørgen Moe - De tolv villender Peter Christen Asbjørnsen - De tre bukkene Bruse Peter Christen Asbjørnsen - De tre mostrene Jørgen Moe - De tre prinsesser i Hvittenland Jørgen Moe - Den grønne ridder Jørgen Moe - Den rettferdige firskilling Jørgen Moe - Den syvende far i huset Peter Christen Asbjørnsen - Det blå båndet Peter Christen Asbjørnsen - Det har ingen nød med den som alle kvinnfolk er glad i Jørgen Moe - Dukken i gresset Peter Christen Asbjørnsen - Dumme menn og troll til kjerringer Peter Christen Asbjørnsen - En frierhistorie Jørgen Moe - Enkesønnen Jørgen Moe - Fanden og futen Peter Christen Asbjørnsen - Fugl Dam Peter Christen Asbjørnsen - Følgesvennen Peter Christen Asbjørnsen - Gale-Mattis Jørgen Moe - Giske Peter Christen Asbjørnsen - Gjertrudsfuglen Jørgen Moe - Gjete kongens harer Peter Christen Asbjørnsen - God dag, mann! -- Økseskaft Peter Christen Asbjørnsen - Grimsborken Jørgen Moe - Gudbrand i Lia Jørgen Moe - Gullfuglen Peter Christen Asbjørnsen - Gullslottet som hang i luften Peter Christen Asbjørnsen - Gutten og fanden Jørgen Moe - Gutten med øldunken Asbjørnsen og Moe - Gutten som gikk til nordenvinden og krevde igjen melet Peter Christen Asbjørnsen - Gutten som gjorde seg til løve, falk og maur Peter Christen Asbjørnsen - Gutten som skulle tjene tre år uten lønn Peter Christen Asbjørnsen - Gutten som ville bli handelskar Peter Christen Asbjørnsen - Gutten som ville fri til datter til mor i kroken Peter Christen Asbjørnsen - Han far sjøl i stua Peter Christen Asbjørnsen - Hanen, gauken og århanen Jørgen Moe - Hanen og høna Jørgen Moe - Hanen og høna i nøtteskogen Jørgen Moe - Hanen og reven Asbjørnsen og Moe - Hanen som falt i bryggekaret Asbjørnsen og Moe - Haren som hadde vært gift Peter Christen Asbjørnsen - Herremannsbruden Peter Christen Asbjørnsen - Herreper Jørgen Moe - Hjemmusa og fjellmusa Asbjørnsen og Moe - Hver synes best om sine barn Jørgen Moe - Høna som skulle til Dovre forat ikke allverden skulle forgå Peter Christen Asbjørnsen | - Høna tripper i berget Peter Christen Asbjørnsen - Håken Borkenskjegg Peter Christen Asbjørnsen - Hårslå, som aldri ville hjem gå Asbjørnsen og Moe - Ikke kjørende og ikke ridende Peter Christen Asbjørnsen - Jomfru Maria som gudmor Jørgen Moe - Jomfruen på glassberget Jørgen Moe - Kari Trestakk Peter Christen Asbjørnsen - Kjerringa mot strømmen Peter Christen Asbjørnsen - Kjetta på Dovre Peter Christen Asbjørnsen - Kjetta som var så fæl til å ete Peter Christen Asbjørnsen - Kjæresten i skogen Jørgen Moe - Klokkeren i bygda vår Peter Christen Asbjørnsen - Krambugutten med gammelostlasten Peter Christen Asbjørnsen - Kullbrenneren Peter Christen Asbjørnsen - Kvernen som står og maler på havsens bunn Jørgen Moe - Kvitebjørn kong Valemon Peter Christen Asbjørnsen - Lillekort Jørgen Moe - Lurvehette Jørgen Moe - Manndatteren og kjerringdatteren Peter Christen Asbjørnsen - Mannen som skulle stelle hjemme Peter Christen Asbjørnsen - Mestermø Jørgen Moe - Mestertyven Peter Christen Asbjørnsen - Mumle Gåsegg Peter Christen Asbjørnsen - Pannekaken Peter Christen Asbjørnsen - Peik Peter Christen Asbjørnsen - Per, Pål og Espen Askeladd Jørgen Moe - Presten og klokkeren Asbjørnsen og Moe - Pål Andrestua Peter Christen Asbjørnsen - Reven som gjeter Peter Christen Asbjørnsen - Rike Per Kremmer Peter Christen Asbjørnsen - Risen som ikke hadde noe hjerte på seg Jørgen Moe - Rødrev og Askeladden Peter Christen Asbjørnsen - Sju år gammal graut Peter Christen Asbjørnsen - Skipperen og Gamle-Erik Peter Christen Asbjørnsen - Skrinet med det rare i Peter Christen Asbjørnsen - Smeden som de ikke torde slippe inn i helvete Jørgen Moe - Smørbukk Peter Christen Asbjørnsen - Småguttene som traff trollene på Hedalsskogen Peter Christen Asbjørnsen - Somme kjerringer er slike Peter Christen Asbjørnsen - Soria Moria slott Peter Christen Asbjørnsen - Spurningen Peter Christen Asbjørnsen - Stabbursnøkkelen i rokkehodet Peter Christen Asbjørnsen - Store-Per og Vesle-Per Peter Christen Asbjørnsen og Jørgen Moe - Tobakksgutten Jørgen Moe - Tommeliten Peter Christen Asbjørnsen - Tre sitroner Peter Christen Asbjørnsen - Tro og Utro Jørgen Moe - Tsju pus, vil du ned av bordet! Peter Christen Asbjørnsen - Tyrihans som fikk kongsdatteren til å le Asbjørnsen og Moe - Vel gjort og ille lønnet Peter Christen Asbjørnsen - Venner i liv og død Peter Christen Asbjørnsen - Verden lønner ikke annerledes Peter Christen Asbjørnsen - Vesle Åse Gåsepike Peter Christen Asbjørnsen - Veslefrikk med fela Peter Christen Asbjørnsen - Væren og grisen som skulle til skogs og bo for seg selv Asbjørnsen og Moe - Østenfor sol og vestenfor måne Peter Christen Asbjørnsen |

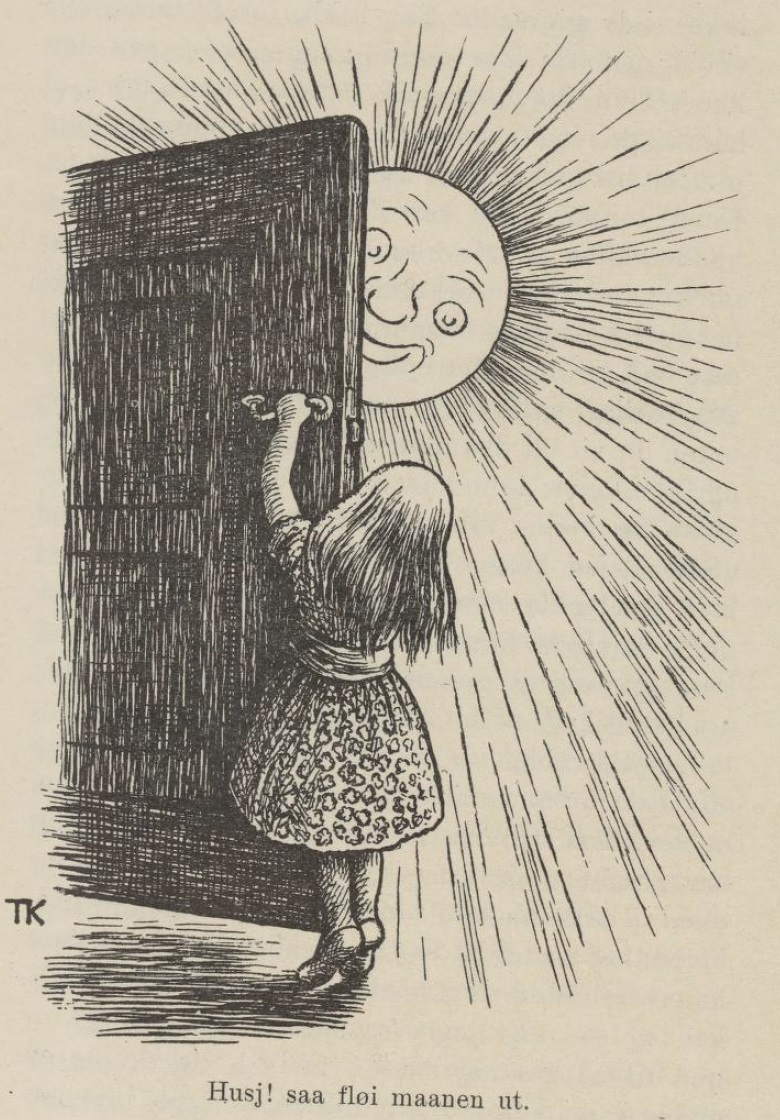
Jomfru Maria som gudmor, 1915

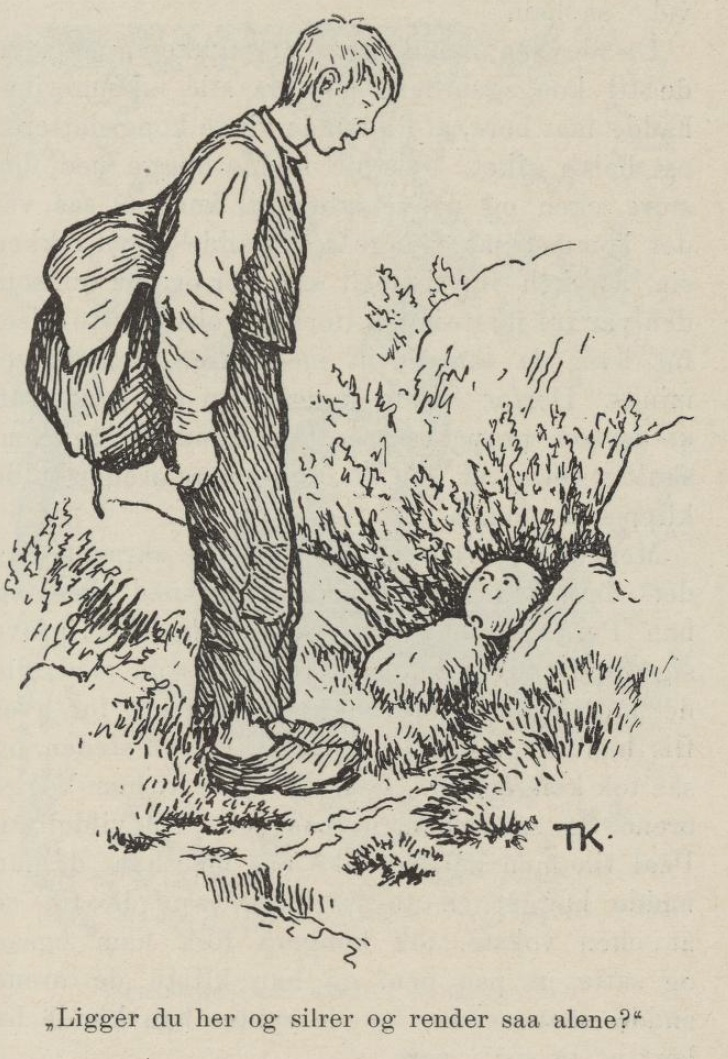
Per og Paal og Espen Askeladd, 1915

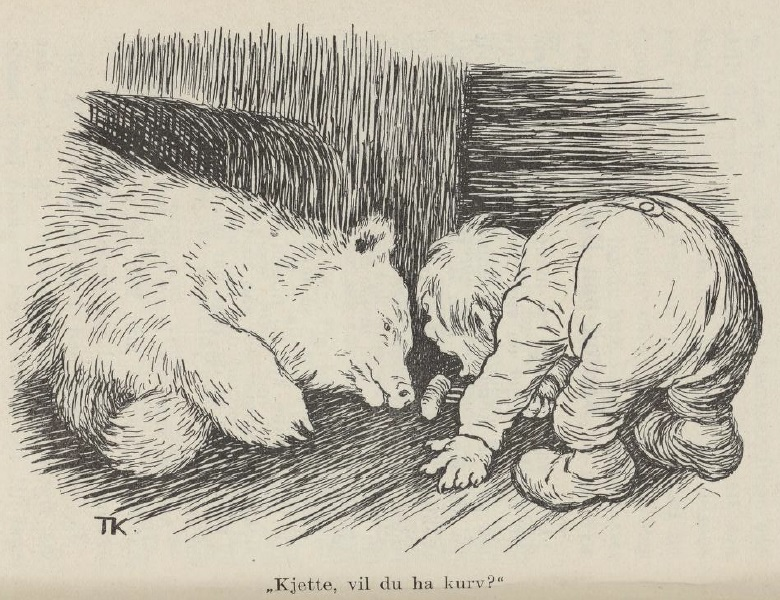
Kjetten paa Dovre, 1915

Històries publicades entre 1845-1866:
| - Berthe Tuppenhaugs fortellinger - Ekebergkongen - En aften i nabogården - En aften ved Andelven - En aftenstund i et proprietærkjøkken - En gammeldags juleaften - En halling med kvannerot - En signekjerring - En sommernatt på Krokskogen - En natt i Nordmarken - En tiurleik i Holleia - Fra fjellet og seteren - Fra Sognefjorden - Graverens fortellinger - Huldreætt - Høyfjellsbilleder: - 1: En søndagskveld til seters - 2: Rensdyrjakt ved Rondane - Jutulen og Johannes Blessom - Kvernsagn - Lundeætten - Makrelldorg - Matthias skytters historier - Plankekjørerne - På høyden av Aleksandria - Skarvene fra Utrøst - Tatere - Tuftefolket på Sandflesa |

Relats publicats en altres treballs, però afegits als Norske Folkeeventyr a col·leccions posteriors:
| - De tre kongsdøtre i berget det blå (de "Eventyrbog for Barn» 1883-1887. Av Asbjørnsen og Moltke Moe.) - En prestehistorie (de «Dybwads illustrerte Folkekalender 1881». Av Moltke Moe.) - Prinsessen som ingen kunne målbinde (de "Eventyrbog for Barn» 1883-1887. Av Asbjørnsen og Moltke Moe.) - En vestlandsk Skovdal (de "Fra nordiske Digtere. Et Album" 1869) - Fiskersønnene (de «Dybwads illustrerte Folkekalender 1881») - Grisen og levemåten hans (de "Barne-Eventyr" 1909. Av Moltke Moe.) - Gullfebla (de "Juletræet for 1850") - Jomfru Maria og svalen (de "Eventyrbog for Barn» 1883-1337. Av Asbjørnsen og Moltke Moe.) - Julebesøket i prestegården (de "Juletræet for 1851") - Prestens mor - Reve-enka (de "Barne-Eventyr" 1909. Av Moltke Moe.) - Vårherre og St. Peder på vandring (de "Nord und Süd" 1858) |